# Loma Salvatierra
Pour les articles homonymes, voir Loma.
La Loma Salvatierra est un site archéologique situé en Bolivie près de Casarabe, dans le département de Beni. 
La partie principale du site, fouillée par une équipe de l'Institut d'Archéologie Allemand (Kommission für Archäologie Aussereuropäischer Kulturen des Deutschen Archäologischen Instituts) a révélé la présence d'un cimetière dans lequel les corps d'environ une quarantaine de personnes ont été retrouvés.

## Sources
- (es) Proyecto Arqueológico Moxos